# 傳教站
傳教站（mission station）是宣教士在特定地區宣教時之住所，通常是基督教的宣教士。
歷史上，傳教站的主要工作是向當地居民傳播福音。傳教站通常還從事慈善工作：為有需要的人提供醫療援助、食物、住所和衣物。它同時向當地民衆提供世俗和宗教教育。傳教站運作的資金來自支援的教會內的個人捐款，也可能來自政府。